# Libusb
libusb é uma biblioteca que provê um conjunto de rotinas de modo-usuário para o controle de transferência de dados de e para disposivitos USB em sistemas baseados em Unix sem a necessidade de drivers de modo núcleo.

## Disponibilidade
Libusb está atualmente disponível para Linux, BSD e Mac OS X, Windows, Android, Haiku e é escrito em C.
A ID do vendedor(vendor ID) e ID do produto(product ID) pode ser determinada e adicionada à lista de sistemas reconhecidos, usando:
cat /proc/bus/usb/devices ou lsusb -v
A biblioteca é utilizada pela SANE, o projeto de scanner do Linux, em vez do módulo scanner do núcleo, que é restrito ao Linux 2.4.